# Vassar (Michigan)
Pour les articles homonymes, voir Vassar.
Vassar est une ville située dans le comté de Tuscola, dans l’État du Michigan, aux États-Unis. Selon le recensement de 2010, sa population est de 2 697 habitants. Elle est nommée d'après Matthew Vassar, philanthrope et fondateur du Vassar College.